# Naturaleza muerta con limones, naranjas y una rosa
Naturaleza muerta con limones, naranjas y una rosa (también conocido como Bodegón con cidras, naranjas y rosa) es una cuadro de Francisco de Zurbarán realizado en 1633. De entre los pocos bodegones conocidos de este pintor, este es el único firmado y fechado que ha llegado hasta la actualidad. Según Charles Sterling, se trata de una de las obras maestras de todos los tiempos dentro de este género.

## Introducción
En el marco de la Contrarreforma, en el Siglo de Oro español, los elementos naturales y cotidianos podían reflejar la presencia divina, según se refiere en los Ejercicios espirituales de Ignacio de Loyola. En la pintura barroca de España, el bodegón sin figuras era considerado un género artístico inferior a la pintura de historia, al retrato y a la pintura del paisaje. Los bodegones españoles son muy diferentes a los contemporáneos del Siglo de oro neerlandés, probablemente tanto por razones estéticas como religiosas. En este contexto, los pocos bodegones conocidos de Zurbarán, en los cuales representó humildes vasijas de barro o platos de metal con frutas, impresionan tanto por su poesía, como por la maestría del pintor a la hora de describir con precisión la textura de los objetos.
Este lienzo, publicado por August L. Mayer en 1926, no fue realmente conocido hasta una exposición en la Galería Nacional de Arte Moderno de Roma, en 1930. En este año, Roberto Longhi fue el primero en resaltar su simbolismo religioso. Más tarde, Julián Gállego lo estimó como un homenaje a la Virgen. mientras que Ann Sutherland Harris cree que la composición de esta obra alude a la Santísima Trinidad.

## Análisis de la obra
- Pasadena, Museo Norton Simon (Inv. F.1972.06.P);[5]
- Pintura al óleo sobre lienzo;
- Dimensiones: 60 x 107 cm; (62.2 x 109.5 cm, según el museo); limpiado en el Museo en 2008;
- Datación:1633;
- Catalogado por O.Delenda con el número 57 y por Tiziana Frati con el número 101;[6]
- Firmado y fechado, en la parte inferior derecha: Franco Dezurbaran faciebat 1633;[7]

Los objetos están minuciosamente pintados sobre un fondo oscuro, creando una atmósfera aislante que les confiere un aire sobrio y calmado. Asimismo, Zurbarán realiza un magnífico estudio de las cualidades táctiles de los cuerpos, sencillamente ordenados sobre una mesa. La composición está centrada en un cesto con naranjas, coronado con ramos de flores de azahar. Sendos platos metálicos están representados a ambos lados de dicho cesto, pero sin ser simétricos. En el de la izquierda hay cuatro cidras, iluminadas por luz directa, reflejándose en el plato. En el de la derecha se representan unos objetos idénticos a los de la Taza de agua y rosa en un plato de plata, equilibrando la composición.
Según Emilio Orozco: «Cobran las cosas en este lienzo una superealidad, una realidad esencial, de una corporeidad y tangibilidad superior a la misma naturaleza, y además con un sentido trascendental que supera a las muchas formas vacías de la pintura clasicista».

### Procedencia
1. París, venta Madame Louise Henriette Aline Journault, Drouot, 26-27 de mayo de 1922, n° 18 (2.600 FF);
2. Florencia, conde Alessandro Contini-Bonacossi;
3. Herederos Contini-Bonacossi;
4. Comprado por la Norton Simon Foundation en 1972 (2.725.000 $);
5. Depositado en 1974 en el Museo de Arte del Condado de Los Ángeles;
6. Pasadena, Norton Simon Museum.[7]